# Hynobius formosanus
Hynobius formosanus är en groddjursart som beskrevs av Maki 1922. Hynobius formosanus ingår i släktet Hynobius och familjen Hynobiidae. IUCN kategoriserar arten globalt som starkt hotad. Inga underarter finns listade i Catalogue of Life.